# Дюссельдорф-Иттер

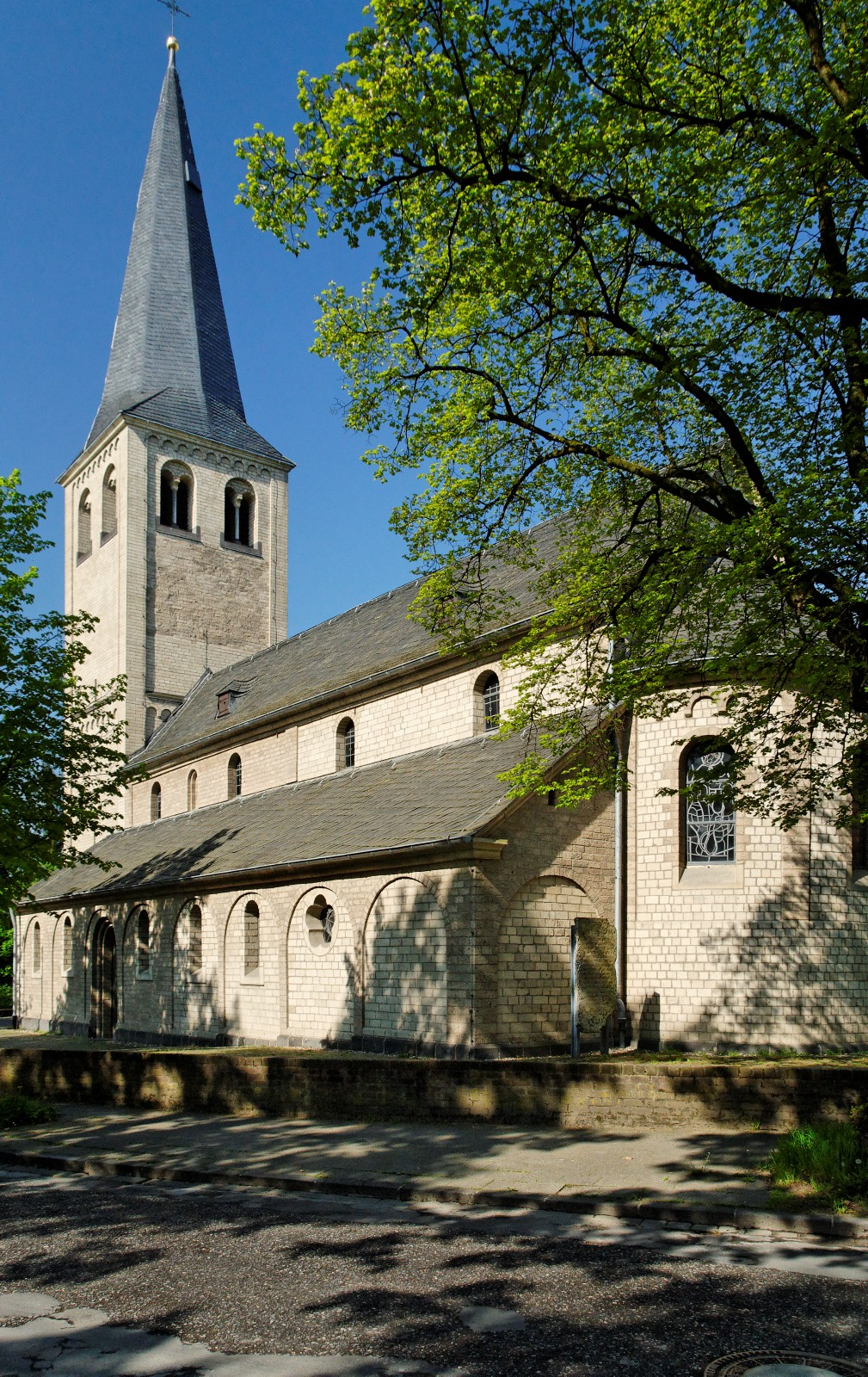
Церковь святого Губерта, Иттер

Иттер  (нем. Itter) — один из 50 районов Дюссельдорфа, расположенный в 9-м южном округе на берегу Рейна.

## Общая характеристика
Район назван по названию ручья Иттер, который ранее впадал здесь в Рейн. Так было вплоть до начала XVIII века, о чём свидетельствуют карты и планы. Огибая БЕнрат, ручей Иттер направлялся в сторону замка Эльбройх (Schloss Elbroich), а после него на запад через местность Иттер и южнее Химмельгайста впадал в Рейн.
В связи со строительством летнего дворца в Бенрате (1756—1768 годы), направление нижнего течения ручья Иттер было изменено с целью наполнения водой прудов и каналов тамошнего замкового парка. От старого нижнего течения Иттера остался лишь небольшой ручеёк, называвшийся Бройхграбен (Broichgraben), или Хольтхаузенер Бах (Holthausener Bach). А позже, при строительстве скоростной дороги Мюнхенер Штрассе (Münchner Straße) поток воды был вообще перекрыт. Современная долинка старого Иттера служит лишь дополнительной ёмкостью для защиты от наводнений.
Современный городской район Иттер больше напоминает деревню, чем город. Здесь несколько улиц, застроенных малоэтажными жилыми домами горожан и усадьбами фермеров.

## История
Письменных свидетельств о Средневековой истории Иттера сохранилось мало. Впервые название упоминается в 1150 году. Уже в 1326 году в документе штифта (Stift (Kirche)) Кайзерсверт упоминается принадлежащая ему романская деревенская церковь, которая ещё раз вспоминается в 1492 году. С XV века католический приход Иттер становится самостоятельным. В то же время укрепляются церковные связи с соседними церковными общинами Химмельгайст и Хольтхаузен. В 1715 году документ сообщает о подчинении общин Химмельгайст, Иттер и Бенрат административному учреждению Монхайм. В 1842 году церковь Иттера расширяется, а в 1901 году капитально реставрируется.
Ещё в ранних документах сообщается о двух крупных сельских усадьбах Иттера и их товарных связях с окружающими поселениями. Одна из них — дворянская Кирхерхоф (Kircherhof) — располагалась по соседству с церковью. Её владельцем в XVI-ом веке был Гогреве (Gogrewe) (или Гаугребен (Gaugreben); в 1544 году владельцем называется Иоганн Гогрефф (Johann Ghogreff) (1499—1554) — канцлер герцогства Юлих-Клеве-Берг. Вероятно, из-за пресечения наследственной линии, усадьбу Кирхерхоф в 1604 году приобретает Георг фон Нойхофф (Georg von Neuhoff) — владелец поместья Эльбройх. По новой наследственной линии усадьба в конце XVII века попадает в собственность господ поместья Хорст. В 1781 году графиня Мария Анна фон дер Хорст (Maria Anna von der Horst) продает вместе с другими своими землями и усадьбу Кирхерхоф. Её собственником становится Петер Шмиц (Peter Schmitz) из Хердта (Heerdt).
Вторая крупная усадьба Иттера называлась Массенбург (Hof Massenburg). В документах XV—XVI веков она называется Масельбург (Mahselburg). Как свидетельствует церковный документ Кайзерсверта, датируемый 1716 годом, у владельцев усадьбы Массенбург имелась привилегия занимать в деревенской церкви два сиденья рядом с местом проповеди.
Во время французской оккупации (Franzosenzeit) специальным декретом герцога Иоахима Мюрата от 13 октября 1807 года общины Иттер, Химмельгайст, Хольтхаузен, Урденбах и Верстен отошли к муниципалитету (Munizipalität) Бенрат кантона Рихрат (Richrath). Административное подчинение Генерал-губернаторству Берг (Generalgouvernement Berg) осталось и после 1813 года, когда французы ушли и к власти пришло прусское правительство. Согласно распоряжению от 15 апреля 1814 года была образована единая община Бенрат. К 1842 году она была расширена через присоединение к ней бывших общин Эллер и Хильден. С преобразованием по Рейнскому порядку деревенской общины в 1845 Itter с Holthausen складывался к деревенской общине Иттер-Хольтхаузен и оставался с другими деревенскими общинами в земельной канцелярии бургомистра Benrath. В 1845 году последовало новое административное преобразование и Иттер с Хольтхаузеном образовали новую самостоятельную общину в составе Бенрата и под непосредственным подчинением земельной канцелярии бенратского бургомистра. В 1908 году три общины (Бенрат, Иттер-Хольтхаузен и Урденбах были преобразованы из земельной канцелярии бургомистра Бенрата в большую общину Бенрат (Гросс-Бенрат). С того времени Иттер-Хольтхаузен стал частью Большого Бенрата. Следующее административное переподчинение произошло в 1929 году. 10 июля 1929 года Прусский Ландтаг принял решение о реорганизации Рейнско-вестфальского промышленного района. Это решение коснулось и современного юга Дюссельдорфа. Большой Бенрат был ликвидирован и все его части вошли в состав города Дюссельдорф. Согласно новому делению города, Иттер стал его административным районом.

## Достопримечательности
- Церковь святого Губерта (St. Hubertus). Сооружена в XII веке в романском стиле и перестроена в 1865 году.
- Красивые ландшафты: луга и перелески привлекают с.да многочисленных туристов и любителей природы.
- Местное кладбище (Friedhof Itter), основанное в 1800 году.

## Виноградарство
Несмотря на довольно северные ландшафты, в долине Рейна производится прекрасное нижнерейнское вино — так называемые «Щипцы Иттера» (Itter-Zwicker). В винограднике Гувер Юхт (Huver Jücht) фирма Больтен&Больтен (Bolten & Bolten) содержит 87 виноградных лоз. «Щипцы Иттера» — это полусухое розовое вино, которое после года выдержки преобразуется в сухое вино типа Рислинг, Кернер и Пино-нуар. Виноградная лоза была высажена здесь в 1988 году и до сих пор даёт хороший урожай, тем самым показывая, что виноградарство на Нижнем Рейне вполне возможно.

## Школы
- Начальная школа святого Аполлинария. Расположена В центральной части Иттера.
- Городская католическая общеобразовательная школа (Hauptschule). Расположена на Иттер-штрассе (Itterstraße)

## Транспортная связь
На частном транспорте в Иттер можно попасть по скоростному шоссе Мюнхенер Штрассе (Münchener Straße). Через Иттер проходят линии городского автобуса № 724 и 835. Автобус 724 не всегда доезжает до Иттера, часто его конечной остановкой служит Хольтхаузен или спортивный парк Нидерхайд (Niederheid).